# 铬酸锶
铬酸锶是锶的铬酸盐，化学式 SrCrO4。

## 制备
铬酸锶可以由氯化锶和铬酸钾反应而成。
{\displaystyle {\ce {SrCl2 + K2CrO4 -> 2KCl + SrCrO4 v}}}
它也可以由碳酸锶和铬酸反应而成。

## 性质
铬酸锶是一种柠檬黄色固体，难溶于水。它在约 500 °C下分解。 它和硫酸根反应，形成硫酸锶。
铬酸锶会和碳酸锶反应，形成铬(V)酸锶 Sr3(CrO4)2。
{\displaystyle {\ce {4SrCrO4 + 2SrCO3 ->[{800 °C}] 2Sr3(CrO4)2 + 2CO2 + O2}}}
它和铬酸反应，形成重铬酸锶。
{\displaystyle {\ce {2SrCrO4 + H2CrO4 -> Sr2Cr2O7 + H2O}}}
铬酸锶的晶体结构是和独居石一样的单斜晶系，空间群 P21/n (No. 14)，晶格参数 a = 706.5 pm、b = 737.5 pm、c = 674.1 pm 和β = 103.08°。